# Тайны Палм-Спрингс
«Та́йны Палм-Спрингс» (англ. Hidden Palms) — американский мелодраматический телесериал 2007 года.

## Сюжет
Джонни Миллер был счастливым, хорошим учеником средней школы с хорошими оценками и комнатой, полной спортивных трофеев, до ужасной ночи год назад, когда его отец совершил самоубийство. Неспособный справиться, он попытался утопить свою боль в алкоголе и наркотиках. Теперь, после реабилитации, Джонни изо всех сил пытается разобраться с неуверенным будущим в ирреальном ярком свете Палм-Спрингс, где его мать, Карен, и её новый муж Боб решили начать все сначала.

## В ролях
| Актёр           | Роль          |
| --------------- | ------------- |
| Тейлор Хэндли   | Джонни Миллер |
| Майкл Кэссиди   | Клифф Уайетт  |
| Эмбер Хёрд      | Грета Мэттьюз |
| Лесли Джордан   | Джесси Джо    |
| Шэрон Лоуренс   | Тэсс Уайетт   |
| Ди. Ви. Моффетт | Боб Харди     |
| Гейл О'Грэйди   | Карен Харди   |
| Эллари Портфилд | Лиза Уиттер   |
| Шерил Уайт      | Хелен Уиттер  |
| Тесса Томпсон   | Никки Барнс   |

## Список эпизодов
| # | Название                                          | Премьера     | Рейтинг | Доля | Возрастная категория 18-49 | Кол-во зрителей | Показатель за неделю |
| - | ------------------------------------------------- | ------------ | ------- | ---- | -------------------------- | --------------- | -------------------- |
| 1 | Pilot / Пилот                                     | 30 мая 2007  | 1.3     | 2    | 0.6/2                      | 1.86            | # 83                 |
| 2 | Ghosts / Призраки                                 | 6 июня 2007  | 1.1     | 2    | 0.4/1                      | 1.49            | # 89                 |
| 3 | Party Hardy / Вечеринка                           | 13 июня 2007 | 1.0     | 2    | 0.5/2                      | 1.37            | # 91                 |
| 4 | What Liza Beneath / Правда о Лизе                 | 20 июня 2007 | 1.1     | 2    | 0.5/2                      | 1.28            | # 93                 |
| 5 | Mulligan / Маллиган                               | 30 июня 2007 | 1.1     | 2    | 0.6/2                      | 1.76            | # 88                 |
| 6 | Dangerous Liaisons / Опасные связи                | 27 июня 2007 | 0.9     | 2    | 0.5/2                      | 1.41            | # 96                 |
| 7 | Stand By Your Woman / Будь рядом со своей любимой | 27 июня 2007 | 0.8     | 1    | 0.6/2                      | 1.39            | # 99                 |
| 8 | Second Chances / Второй шанс                      | 4 июля 2007  | 0.7     | 1    | 0.3/1                      | 0.97            | # 99                 |